# Elezioni comunali in Toscana del 2013
Le elezioni comunali in Toscana del 2013 si tennero il 26 e 27 maggio, con ballottaggio il 9 e 10 giugno.

## Firenze

### Campi Bisenzio
| Candidati                   | Candidati                   | Voti                        | %     | Liste                   | Voti   | %     | Seggi |
| --------------------------- | --------------------------- | --------------------------- | ----- | ----------------------- | ------ | ----- | ----- |
|                             | Emiliano Fossi              | 9.819                       | 62,17 | Partito Democratico     | 4.723  | 32,60 | 9     |
| Emiliano Fossi Sindaco      | Emiliano Fossi              | 9.819                       | 62,17 | 3.244                   | 22,39  | 6     |       |
| Italia dei Valori           | Emiliano Fossi              | 9.819                       | 62,17 | 522                     | 3,60   | 1     |       |
| Sinistra Ecologia Libertà   | Emiliano Fossi              | 9.819                       | 62,17 | 494                     | 3,41   | 1     |       |
|                             | Paolo Gandola               | 1.855                       | 11,74 | Il Popolo della Libertà | 1.443  | 9,96  | 2     |
| Uniti per Campi             | Paolo Gandola               | 1.855                       | 11,74 | 273                     | 1,88   | -     |       |
| Toscana Granducale          | Paolo Gandola               | 1.855                       | 11,74 | 36                      | 0,25   | -     |       |
| Seggio al candidato sindaco | Seggio al candidato sindaco | Seggio al candidato sindaco | 11,74 | 1                       |        |       |       |
|                             | Niccolò Rigacci             | 1.645                       | 10,42 | Movimento 5 Stelle      | 1.496  | 10,33 | 2     |
|                             | Alessandro Tesi             | 1.596                       | 10,11 | Alleanza Cittadina      | 1.451  | 10,02 | 2     |
|                             | Michele Di Paola            | 482                         | 3,05  | Rifondazione Comunista  | 402    | 2,78  | -     |
|                             | Giovanni Brandino           | 397                         | 2,51  | Comune Amico            | 402    | 2,78  | -     |
| Totale                      | Totale                      | 15.794                      | 100   |                         | 14.486 | 100   | 24    |

## Lucca

### Viareggio
| Candidati                                                           | Candidati                       | Voti                        | %     | Liste                                   | Voti   | %     | Seggi |
| ------------------------------------------------------------------- | ------------------------------- | --------------------------- | ----- | --------------------------------------- | ------ | ----- | ----- |
|                                                                     | Leonardo Betti                  | 11.351                      | 42,08 | Partito Democratico                     | 5.885  | 24,91 | 10    |
| Sinistra Ecologia Libertà                                           | Leonardo Betti                  | 11.351                      | 42,08 | 1.378                                   | 5,83   | 2     |       |
| Viva Viareggio Viva                                                 | Leonardo Betti                  | 11.351                      | 42,08 | 1.221                                   | 5,17   | 2     |       |
| Federazione della Sinistra                                          | Leonardo Betti                  | 11.351                      | 42,08 | 1.174                                   | 4,97   | 1     |       |
| Partito Socialista Italiano-Partito Socialista Democratico Italiano | Leonardo Betti                  | 11.351                      | 42,08 | 312                                     | 1,32   | -     |       |
| Italia dei Valori                                                   | Leonardo Betti                  | 11.351                      | 42,08 | 273                                     | 1,16   | -     |       |
|                                                                     | Antonio Cima                    | 5.191                       | 19,24 | Il Popolo della Libertà                 | 3.981  | 16,85 | 3     |
| Fratelli d'Italia                                                   | Antonio Cima                    | 5.191                       | 19,24 | 535                                     | 2,26   | -     |       |
| Lega Nord                                                           | Antonio Cima                    | 5.191                       | 19,24 | 176                                     | 0,75   | -     |       |
| Seggio al candidato sindaco                                         | Seggio al candidato sindaco     | Seggio al candidato sindaco | 19,24 | 1                                       |        |       |       |
|                                                                     | Maximiliano Bertoni             | 3.582                       | 13,28 | Movimento 5 Stelle                      | 2.981  | 12,62 | 3     |
|                                                                     | Massimiliano Riccardo Baldini   | 1.580                       | 5,86  | Movimento dei Cittadini                 | 1.351  | 5,72  | 1     |
|                                                                     | Maria Rossella Martina          | 1.513                       | 5,61  | Viareggio Tornerà Bellissima            | 1.095  | 4,64  | 1     |
|                                                                     | Paolo Egisto Antonio Spadaccini | 1.002                       | 3,71  | Viareggio Popolare                      | 900    | 3,81  | -     |
|                                                                     | Alberto Pardini                 | 785                         | 2,91  | Lista Civica per Torre del Lago Puccini | 759    | 3,21  | -     |
|                                                                     | Franco Antonio Giorgetti        | 603                         | 2,24  | Per un Futuro Possibile                 | 393    | 1,66  | -     |
| Idea Viareggio                                                      | Franco Antonio Giorgetti        | 603                         | 2,24  | 129                                     | 0,55   | -     |       |
|                                                                     | Valter Ghiselli                 | 376                         | 1,39  | Insieme per Cambiare                    | 288    | 1,22  | -     |
|                                                                     | Andrea Parenti                  | 296                         | 1,10  | Scelta Civica                           | 253    | 1,07  | -     |
|                                                                     | Eugenio Vassalle                | 273                         | 1,01  | W l'Italia                              | 178    | 0,75  | -     |
|                                                                     | Serena Patrizia Fambrini        | 212                         | 0,79  | 11911 Movimento Nuovo Mondo             | 168    | 0,71  | -     |
|                                                                     | Michele Di Santo                | 211                         | 0,78  | Libertà e Moralità Cristiana            | 193    | 0,82  | -     |
| Totale                                                              | Totale                          | 26.975                      | 100   |                                         | 23.623 | 100   | 24    |

## Massa-Carrara

### Massa
| Candidati                            | Candidati                   | Voti                        | %     | Liste                       | Voti   | %     | Seggi |
| ------------------------------------ | --------------------------- | --------------------------- | ----- | --------------------------- | ------ | ----- | ----- |
|                                      | Alessandro Volpi ✔️ Sindaco | 20.691                      | 54,17 | Partito Democratico         | 8.659  | 23,85 | 9     |
| Per Massa Volpi Sindaco              | Alessandro Volpi ✔️ Sindaco | 20.691                      | 54,17 | 4.729                       | 13,02  | 5     |       |
| Uniti per Alessandro Volpi Sindaco   | Alessandro Volpi ✔️ Sindaco | 20.691                      | 54,17 | 2.893                       | 7,97   | 3     |       |
| Sinistra Ecologia Libertà            | Alessandro Volpi ✔️ Sindaco | 20.691                      | 54,17 | 2.107                       | 5,80   | 2     |       |
| Socialisti per Massa Futura          | Alessandro Volpi ✔️ Sindaco | 20.691                      | 54,17 | 1.816                       | 5,00   | 1     |       |
| Partito della Rifondazione Comunista | Alessandro Volpi ✔️ Sindaco | 20.691                      | 54,17 | 1.125                       | 3,09   | 1     |       |
|                                      | Gabriella Gabrielli         | 7.179                       | 18,79 | Gabrielli Sindaco per Massa | 3.235  | 8,91  | 3     |
| Unione di Centro                     | Gabriella Gabrielli         | 7.179                       | 18,79 | 1.267                       | 3,49   | 1     |       |
| Cittadini al Centro                  | Gabriella Gabrielli         | 7.179                       | 18,79 | 1.015                       | 2,79   | 1     |       |
| Impegno per Massa                    | Gabriella Gabrielli         | 7.179                       | 18,79 | 722                         | 1,98   | -     |       |
| Scelta Civica                        | Gabriella Gabrielli         | 7.179                       | 18,79 | 300                         | 0,82   | -     |       |
| Lista Evoluzione                     | Gabriella Gabrielli         | 7.179                       | 18,79 | 138                         | 0,38   | -     |       |
| Seggio al candidato sindaco          | Seggio al candidato sindaco | Seggio al candidato sindaco | 18,79 | 1                           |        |       |       |
|                                      | Riccardo Ricciardi          | 4.590                       | 12,01 | Movimento 5 Stelle          | 3.375  | 9,29  | 3     |
|                                      | Stefano Caruso              | 2.023                       | 5,29  | Il Popolo della Libertà     | 1.857  | 5,11  | 1     |
|                                      | Stefano Benedetti           | 1.757                       | 4,60  | Stefano Benedetti Sindaco   | 1.363  | 3,75  | 1     |
|                                      | Alessandro Amorese          | 1.008                       | 2,63  | Fratelli d'Italia           | 905    | 2,49  | -     |
|                                      | Dario Dalle Luche           | 944                         | 2,47  | Il Coraggio di Cambiare     | 790    | 2,17  | -     |
| Totale                               | Totale                      | 38.192                      |       |                             | 36.296 |       | 32    |

## Pisa

### Pisa
| Candidati                            | Candidati                    | Voti                        | %     | Liste                                               | Voti   | %     | Seggi |
| ------------------------------------ | ---------------------------- | --------------------------- | ----- | --------------------------------------------------- | ------ | ----- | ----- |
|                                      | Marco Filippeschi ✔️ Sindaco | 20.835                      | 53,51 | Partito Democratico                                 | 13.665 | 38,68 | 15    |
| In Lista per Pisa                    | Marco Filippeschi ✔️ Sindaco | 20.835                      | 53,51 | 2.496                                               | 7,06   | 2     |       |
| Sinistra Ecologia Libertà            | Marco Filippeschi ✔️ Sindaco | 20.835                      | 53,51 | 1.854                                               | 5,24   | 2     |       |
| Riformisti per Pisa                  | Marco Filippeschi ✔️ Sindaco | 20.835                      | 53,51 | 1.731                                               | 4,90   | 1     |       |
| Italia dei Valori                    | Marco Filippeschi ✔️ Sindaco | 20.835                      | 53,51 | 297                                                 | 0,84   | -     |       |
|                                      | Franco Mugnai                | 4.901                       | 12,58 | Il Popolo della Libertà                             | 3.789  | 10,72 | 3     |
| La Destra                            | Franco Mugnai                | 4.901                       | 12,58 | 510                                                 | 1,44   | -     |       |
| Lega Nord                            | Franco Mugnai                | 4.901                       | 12,58 | 125                                                 | 0,35   | -     |       |
| Seggio al candidato sindaco          | Seggio al candidato sindaco  | Seggio al candidato sindaco | 12,58 | 1                                                   |        |       |       |
|                                      | Valeria Antoni               | 4.097                       | 10,52 | Movimento 5 Stelle                                  | 3.251  | 9,20  | 3     |
|                                      | Diego Petrucci               | 3.885                       | 9,97  | Noi Adesso Pis@                                     | 2.149  | 6,08  | 2     |
| Fratelli d'Italia                    | Diego Petrucci               | 3.885                       | 9,97  | 992                                                 | 2,80   | -     |       |
| Seggio al candidato sindaco          | Seggio al candidato sindaco  | Seggio al candidato sindaco | 9,97  | 1                                                   |        |       |       |
|                                      | Francesco Auletta            | 3.146                       | 8,08  | Una Città in Comune                                 | 1.688  | 4,77  | 1     |
| Partito della Rifondazione Comunista | Francesco Auletta            | 3.146                       | 8,08  | 1.038                                               | 2,93   | -     |       |
| Seggio al candidato sindaco          | Seggio al candidato sindaco  | Seggio al candidato sindaco | 8,08  | 1                                                   |        |       |       |
|                                      | Carlo Lazzeroni              | 697                         | 1,79  | Unione di Centro                                    | 572    | 1,61  | -     |
|                                      | Salvatore Montano            | 571                         | 1,46  | Partito dei Comunisti Italiani                      | 454    | 1,28  | -     |
|                                      | Mario Biasci                 | 561                         | 1,44  | Avvenire per Pisa                                   | 539    | 1,52  | -     |
|                                      | emanuele Guidi               | 239                         | 0,61  | Giovani per le Istituzioni - Giovani Bene in Comune | 175    | 0,49  | -     |
| Totale                               | Totale                       | 38.932                      |       |                                                     | 35.325 |       | 32    |

## Siena

### Siena
| Candidati                            | Candidati                              | Voti                        | %     | Liste                 | Voti   | %     | Seggi |
| ------------------------------------ | -------------------------------------- | --------------------------- | ----- | --------------------- | ------ | ----- | ----- |
|                                      | Bruno Valentini Accede al ballottaggio | 11.520                      | 39,54 | Partito Democratico   | 6.483  | 25,29 | 12    |
| Siena Cambia                         | Bruno Valentini Accede al ballottaggio | 11.520                      | 39,54 | 2.534                 | 9,88   | 5     |       |
| Sinistra Ecologia Libertà            | Bruno Valentini Accede al ballottaggio | 11.520                      | 39,54 | 1.322                 | 5,15   | 2     |       |
| Riformisti                           | Bruno Valentini Accede al ballottaggio | 11.520                      | 39,54 | 613                   | 2,39   | 1     |       |
|                                      | eugenio Neri Accede al ballottaggio    | 6.809                       | 23,37 | Nero su Bianco!       | 2.096  | 8,17  | 2     |
| Moderati di Centrodestra             | eugenio Neri Accede al ballottaggio    | 6.809                       | 23,37 | 2.071                 | 8,07   | 2     |       |
| Siena Rinasce!                       | eugenio Neri Accede al ballottaggio    | 6.809                       | 23,37 | 1.091                 | 4,25   | 1     |       |
| Fratelli di Siena                    | eugenio Neri Accede al ballottaggio    | 6.809                       | 23,37 | 404                   | 1,57   | -     |       |
| Seggio al candidato sindaco          | Seggio al candidato sindaco            | Seggio al candidato sindaco | 23,37 | 1                     |        |       |       |
|                                      | Laura Vigni                            | 2.999                       | 10,29 | Sinistra per Siena    | 734    | 2,86  | -     |
| Partito della Rifondazione Comunista | Laura Vigni                            | 2.999                       | 10,29 | 725                   | 2,82   | -     |       |
| Siena si Muove                       | Laura Vigni                            | 2.999                       | 10,29 | 465                   | 1,81   | -     |       |
| Seggio al candidato sindaco          | Seggio al candidato sindaco            | Seggio al candidato sindaco | 10,29 | 1                     |        |       |       |
|                                      | Michele Pinassi                        | 2.494                       | 8,56  | Movimento 5 Stelle    | 2.194  | 8,55  | 2     |
|                                      | enrico Tucci                           | 1.936                       | 6,64  | Cittadini di Siena    | 1.673  | 6,52  | 1     |
|                                      | Marco Falorni                          | 1.486                       | 5,10  | Impegno per Siena (A) | 1.202  | 4,68  | 1     |
|                                      | Mauro Marzucchi                        | 1.417                       | 4,86  | Siena Futura          | 1.513  | 5,90  | 1     |
|                                      | Alessandro Corsini                     | 472                         | 1,62  | 53100                 | 513    | 2,00  | -     |
| Totale                               | Totale                                 | 29.133                      |       |                       | 25.633 |       | 32    |

La lista contrassegnate con la lettera A è apparentata al secondo turno con il candidato sindaco Eugenio Neri.
Ballottaggio
| Candidati | Candidati                  | Voti   | %     |
| --------- | -------------------------- | ------ | ----- |
|           | Bruno Valentini ✔️ Sindaco | 12.076 | 52,00 |
|           | Eugenio Neri               | 11.146 | 48,00 |
| Totale    | Totale                     | 23.222 |       |